# Санпит
Округ Санпит (англ. Sanpete County) располагается в штате Юта, США. Официально образован в 1852 году. По состоянию на 2010 год, численность населения составляла 27 822 человек.

## География
По данным Бюро переписи США, общая площадь округа равняется 4149,184 км2, из которых 4118,104 км2 суша и 31,080 км2 или 0,800 % это водоёмы.

## Население
По данным переписи населения 2000 года в округе проживает 22 763 жителей в составе 6 547 домашних хозяйств и 5 067 семей. Плотность населения составляет 6,00 человек на км2. На территории округа насчитывается 7 879 жилых строений, при плотности застройки около 2,00-х строений на км2. Расовый состав населения: белые — 92,43 %, афроамериканцы — 0,31 %, коренные американцы (индейцы) — 0,87 %, азиаты — 0,48 %, гавайцы — 0,36 %, представители других рас — 4,06 %, представители двух или более рас — 1,49 %. Испаноязычные составляли 6,63 % населения независимо от расы.
В составе 43,40 % из общего числа домашних хозяйств проживают дети в возрасте до 18 лет, 67,00 % домашних хозяйств представляют собой супружеские пары проживающие вместе, 7,20 % домашних хозяйств представляют собой одиноких женщин без супруга, 22,60 % домашних хозяйств не имеют отношения к семьям, 17,80 % домашних хозяйств состоят из одного человека, 10,10 % домашних хозяйств состоят из престарелых (65 лет и старше), проживающих в одиночестве. Средний размер домашнего хозяйства составляет 3,27 человека, и средний размер семьи 3,68 человека.
Возрастной состав округа: 33,20 % моложе 18 лет, 16,40 % от 18 до 24, 21,80 % от 25 до 44, 17,80 % от 45 до 64 и 17,80 % от 65 и старше. Средний возраст жителя округа 25 лет. На каждые 100 женщин приходится 102,40 мужчин. На каждые 100 женщин старше 18 лет приходится 100,90 мужчин.
Средний доход на домохозяйство в округе составлял 33 042 USD, на семью — 37 796 USD. Среднестатистический заработок мужчины был 30 527 USD против 19 974 USD для женщины. Доход на душу населения составлял 12 442 USD. Около 10,40 % семей и 15,90 % общего населения находились ниже черты бедности, в том числе — 13,90 % молодежи (тех, кому ещё не исполнилось 18 лет) и 9,60 % тех, кому было уже больше 65 лет.